# Scripps College

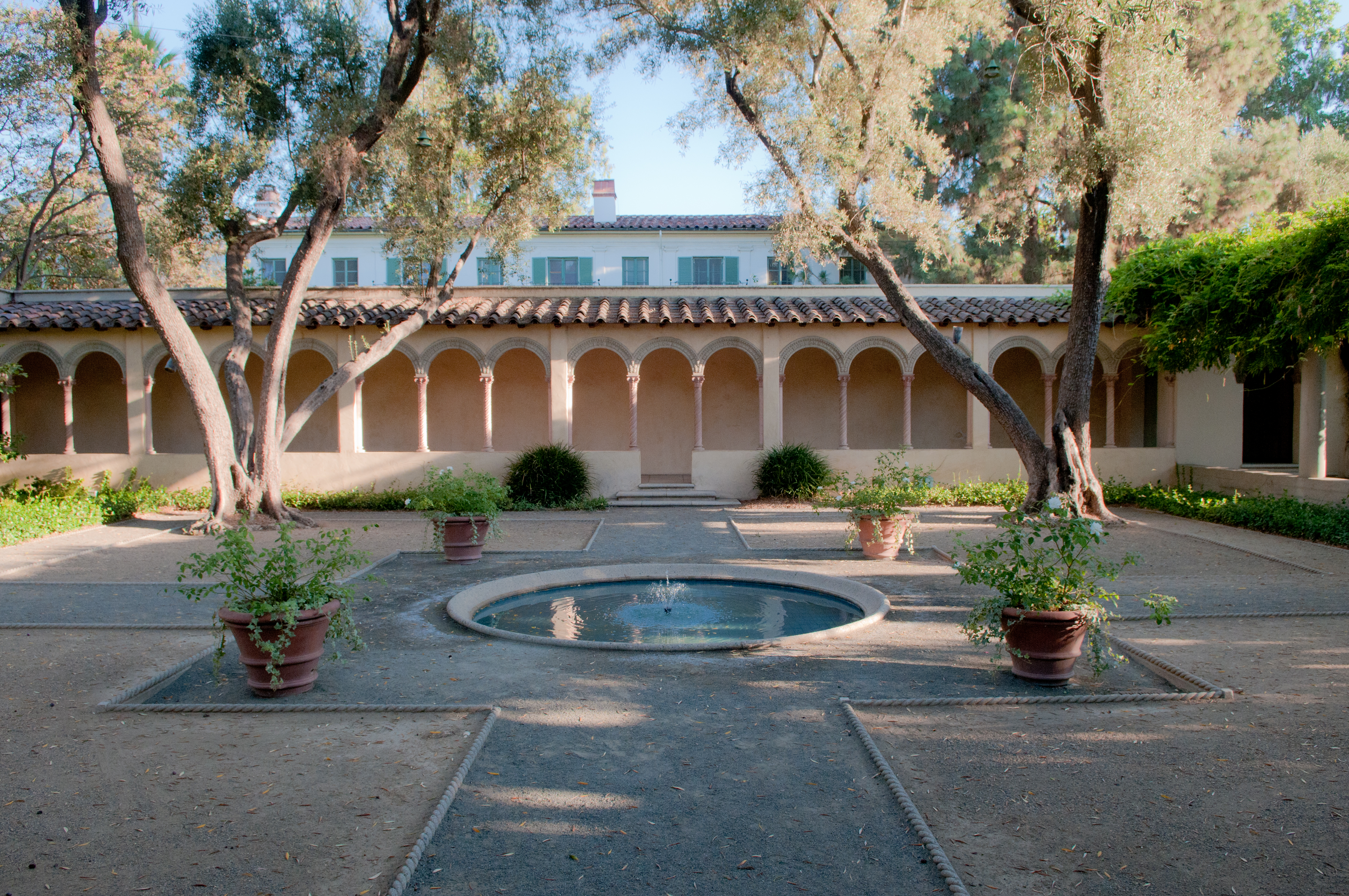
Scripps College

Das Scripps College ist ein 1926 gegründetes privates Liberal-Arts-College in Claremont, Kalifornien, das nur weibliche Studenten aufnimmt. Insgesamt sind etwa 1.000 Studentinnen an dem College immatrikuliert. Scripps College gehört zu den Claremont Colleges, einem Verbund von insgesamt fünf Colleges und zwei weiterführenden Hochschulen in Claremont. 
Das Motto des Scripps College lautet Incipit Vita Nova (Hier beginnt ein neues Leben), ein Zitat aus Dantes Frühwerk Vita Nova. Mit ihren Studiengebühren in Höhe von 52.748 US-Dollar (Stand: 2019/2020) ist die Hochschule eine der exklusivsten der Vereinigten Staaten.

## Geschichte
Scripps College wurde 1926 von Ellen Browning Scripps gegründet, einer Mäzenin und Philanthropin, die sich vor allem für Themen wie Bildung und Frauenrechte einsetzte. Sie war zum Zeitpunkt der Gründung 89 Jahre alt. Ellen Browning Scripps war der Ansicht, es sei „die oberste Pflicht eines College, seinen Studenten eine Erziehung angedeihen zu lassen, die sie befähigt, klar und unabhängig zu denken und ein Leben voll Vertrauen, Mut und Hoffnung zu führen“. Das College sollte Frauen auch im Westen der Vereinigten Staaten eine Möglichkeit zur Vorbereitung auf das Berufsleben sowie eine Chance zur persönlichen Weiterbildung geben. Scripps legte besonderen Wert darauf, dass auf dem Campus zwischen den Gebäuden des College und dem sie umgebenden Parkgelände eine künstlerische Verbindung entstand.
Eine bekannte Stipendiatin 1932–34 war die deutsch-jüdische Goldmedaillengewinnerin im Florettfechten von 1928 Helene Mayer, die 1936 in Berlin noch einmal die Silbermedaille holte.

## Campus
Scripps College wurde wiederholt als eines der US-amerikanischen Colleges mit dem schönsten Campus bezeichnet und wird im National Register of Historic Places geführt. In seiner 2015er Ausgabe Die 379 besten Colleges bezeichnete The Princeton Review den Campus als den fünftschönsten in den Vereinigten Staaten; eine Einschätzung, die auch von der Zeitschrift Forbes geteilt wurde. Zur gleichen Einschätzung kamen der U.S. News & World Report und The Huffington Post.
Scripps College liegt in der Mitte der Claremont Colleges und ist umgeben vom Harvey Mudd College im Norden, dem Pitzer College im Osten, dem Claremont McKenna College und dem Pomona College im Süden und der Claremont Graduate University im Westen. Die ursprüngliche Anlage des College war von Gordon Kaufmann entworfen worden und knüpft an den sogenannten „Spanish Colonial Revival“-Stil an. Kaufmanns ursprünglichen Plänen aus dem Jahre 1926 wird noch heute weitgehend gefolgt. Die Gartenanlagen wurden von Edward Huntsman-Trout geplant und sind heute noch in einem großen Maße entsprechend diesen Plänen angepflanzt. Zum Campus gehört auch eine Reihe offener Gärten, darunter ein Rosengarten im Norden, in dem die Bewohner des Ortes Blumen schneiden dürfen, sowie Obstbäume, deren Früchte von jedem geerntet werden dürfen. Gepflanzt sind unter anderem Orangen-, Grapefruit-, Granatapfel- und Kumquatbäume. Auf dem Gelände des Scripps College werden auch Oliven geerntet und zu einem Olivenöl verarbeitet, mit dem das College bereits Preise gewann.

## Rulth Chandler Williamson Gallery
Das Scripps College beheimatet auch die Ruth Chandler Williamson Gallery, in der Teile der Kunstsammlung des College ausgestellt sind. Zum Museumsbestand gehören 7500 Objekte. Der Museumsbestand steht auch für den Unterricht in entsprechenden Seminaren zur Verfügung, wird auf dem Campus ausgestellt oder als Leihgabe anderen Museen zur Verfügung gestellt. Zum Museumsbestand gehören Werke von Andy Warhol, Winslow Homer, Childe Hassam und John James Audubon sowie eine umfangreiche Sammlung der Gemälde des kalifornischen Malers und ehemaligen Scripps-Professors Millard Sheets.

## Zahlen zu den Studierenden, den Dozenten und zum Vermögen
Im Herbst 2020 waren 958 Studentinnen am Scripps College eingeschrieben. Davon strebten 936 (97,7 %) ihren ersten Studienabschluss an, sie waren also undergraduates. Diese waren alle weiblich, und 17 % bezeichneten sich als asiatisch, 4 % als schwarz/afroamerikanisch, 15 % als Hispanic/Latino und 50 % als weiß. 22 (2,3 %) arbeiteten auf einen weiteren Abschluss hin, sie waren graduates. Es lehrten 130 Dozenten am College, davon 100 in Vollzeit und 30 in Teilzeit.
Der Wert des Stiftungsvermögens des Colleges lag 2021 bei 540 Mio. US-Dollar.